# Palazzo della Provincia e Prefettura
Il Palazzo della Provincia e della Prefettura di Agrigento è un edificio storico situato in piazza Vittorio Emanuele II, risalente al 1858. La struttura si distingue per un imponente portale d’ingresso, incorniciato da due colonne, e per la presenza di due eleganti balconi su entrambe le facciate principali.
All’interno del palazzo sono custodite opere d’arte di rilievo, tra cui l’antica Pala di San Domenico e la Pala dell’Incoronazione della Vergine tra i santi, entrambe risalenti al XVII secolo.

## Storia
Il Palazzo fu uno dei primi edifici ottocenteschi ad essere costruito al di fuori della cinta muraria storica della città, contribuendo in maniera significativa alla trasformazione dell’assetto urbanistico agrigentino e segnando l’inizio dello sviluppo del moderno centro cittadino. L’area prescelta per l’edificazione sorgeva in precedenza su un terreno noto per la presenza di stazzoni, ovvero botteghe artigiane adibite alla fabbricazione di brocche e oggetti in terracotta.
La posa della prima pietra avvenne il 16 maggio 1858, e l’edificio fu inizialmente concepito come sede del Reale Ospizio di Beneficenza di Agrigento, istituzione assistenziale legata al clero e destinata ad accogliere e sostenere persone indigenti. Tuttavia, a seguito dell’Unità d’Italia e delle conseguenti soppressioni degli enti ecclesiastici e confisca dei beni del clero, il progetto subì un radicale mutamento. L’immobile, ancora in fase di costruzione, fu destinato dapprima ad Archivio di Stato, e infine trasformato in sede degli uffici della Provincia e della Prefettura.
Il palazzo fu ufficialmente inaugurato il 31 agosto 1869, data in cui l’Aula consiliare ospitò la riunione del Consorzio delle Provincie siciliane, simbolico atto di insediamento dell’edificio quale centro amministrativo e politico della nuova realtà unitaria. Nel corso dei decenni successivi, il palazzo ha continuato a ospitare le massime istituzioni di governo territoriale della provincia, divenendo uno dei principali edifici pubblici di Agrigento.
Oggi, il Palazzo è sede del Libero consorzio comunale di Agrigento e continua ad essere sede della Prefettura di Agrigento.

## Descrizione
Il Palazzo si affaccia su tre direttrici urbane principali: via Gioeni, piazza Vittorio Emanuele II e piazzale Aldo Moro, situandosi in una posizione strategica nel cuore del centro cittadino.
L’edificio presenta una pianta quadrangolare regolare e si sviluppa su cinque livelli. Ogni piano si affaccia su un loggiato interno a corte, caratterizzato da una successione di tre colonne per lato, che conferisce all’insieme una struttura architettonica armoniosa e simmetrica.
Il quinto e ultimo piano occupa solo una porzione della superficie complessiva dell’edificio e non presenta affacci verso l’esterno, configurandosi come un piano parzialmente rialzato o arretrato rispetto ai livelli sottostanti.